# ビリラン州

ビリラン州の位置

ビリラン州（ビリランしゅう、Province of Biliran）は、フィリピン中部東ビサヤ地方（Eastern Visayas, Region VIII）に属するビリラン島の州である。州都は地方自治体の1つナヴァル（Naval）で、この州には都市がない。面積は536km2で4番目に小さく、人口は171,612人（2015年）で5番目に少ない。

## 歴史
この州は1992年5月11日にレイテ州から分離、新設された。

## 地理
サマール海にあり、南にカリガラ湾を挟んでレイテ州、東にサマル州、北に北サマル州の島々、北西にビコル地方のマスバテ州と隣接している。